# RegioWiki Niederbayern
Das RegioWiki Niederbayern, bis 2016 RegioWiki für Niederbayern & Altötting, ist ein unter freier Lizenz laufendes Regiowiki, welches am 8. November 2008 von der Passauer Neuen Presse, einer Tageszeitung der Verlagsgruppe Passau (VGP) gegründet wurde. Im Frühjahr 2009 fusionierte es mit dem bereits seit 2006 bestehenden und von Studierenden der Universität Passau initiierten Passau-Wiki.
Anlässlich der Feier des 10.000sten Artikels erfolgte im Mai 2011 ein Vereinstreffen. Unter Führung des Stadtarchivar wurde gemeinsam das Stadtarchiv und das Alte Rathaus besucht.
Mit 4.500 registrierten Benutzern, über 19.700 Artikeln (zzgl. 16.500 Bilder, Tabellen o. Ä.), ist das RegioWiki für Niederbayern das siebtgrößte Regiowiki in Deutschland.
Wichtigstes Relevanzkriterium für neue Artikel ist der Bezug zur Verbreitungsregion, das heißt zu Niederbayern und (bis 2016) dem Landkreis Altötting. Artikel zum Landkreis Altötting blieben auch nach der Umbenennung online. 
Getragen wird das Wiki vom RegioWiki Bayern e. V. – nach der Karlsruher Stadtwiki-Gesellschaft der zweitälteste eingetragene Verein zum Thema Stadtwiki in Deutschland – der als Förderverein auftritt und als Forum für alle beteiligten Nutzer dient.
Das RegioWiki Niederbayern erstellt in unregelmäßigen Abständen ein Ranking der 15 größten Regiowikis im deutschsprachigen Raum.